# Matelea ionantha
Matelea ionantha är en oleanderväxtart som beskrevs av R. E. Woodson. Matelea ionantha ingår i släktet Matelea och familjen oleanderväxter. Inga underarter finns listade i Catalogue of Life.